# Centrum Kultury i Wypoczynku w Proszowicach
Centrum Kultury i Wypoczynku w Proszowicach (CKiW) – samorządowa instytucja kultury utworzona i nadzorowana przez Radę Miejską Proszowice, istnieje od 1967 roku. Podstawowym celem statutowym CKiW w Proszowicach jest prowadzenie działalności kulturalnej, rekreacyjnej oraz promocyjnej. Terenem działania CKiW jest gmina i miasto Proszowice. Siedzibą CKiW jest miasto Proszowice, Rynek 18. Centrum Kultury i Wypoczynku w Proszowicach jest członkiem Małopolskiego Forum Kultury. Dyrektorem CKiW jest Małgorzata Płyś.

## Statutowa działalność CKiW w Proszowicach
CKiW prowadzi działalność kulturalną polegającą na:
- edukacji kulturalnej i wychowaniu przez sztukę,
- gromadzeniu, dokumentowaniu, tworzeniu, ochronie i udostępnianiu dóbr kultury,
- tworzeniu warunków dla rozwoju amatorskiego ruchu artystycznego oraz zainteresowania wiedzą i sztuką
- tworzeniu warunków dla rozwoju folkloru, a także rękodzieła ludowego i artystycznego,
- rozpoznawaniu, rozbudzaniu i zaspokajaniu potrzeb oraz zainteresowań kulturalnych,
- tworzeniu warunków dla rekreacji,
- innej działalności służącej promocji i zwiększaniu rangi regionu proszowickiego.

CKiW inspiruje grupy animatorów kultury oraz wspiera je poprzez edukację artystyczną oraz ich doskonalenie. Działalność ta może przybierać formy:
- konsultacji,
- kursów,
- przeglądów,
- spotkań,
- plenerów,
- warsztatów.

CKiW chroni wartości sztuki nieprofesjonalnej i kultury fizycznej promując amatorski ruch artystyczny poprzez:
- konkursy,
- przeglądy,
- występy,
- turnieje,
- zawody sportowe,

CKiW prowadzi działalność kulturalną oraz promocyjną i rekreacyjną poprzez:
- spektakle,
- odczyty,
- koła artystyczne i kluby zainteresowań,
- działalność reklamową,
- zawody sportowe.

## Najważniejsze działania i wydarzenia artystyczne
Działalność ciągła:
- Amatorski ruch artystyczny: Formacja taneczna PESTKA dla dzieci młodzieży zajęcia baletowe
- Kurs tańca towarzyskiego
- Zajęcia plastyczne
- Zajęcia origami
- warsztaty teatralne
- Aerobik
- Aerobik dla pań 50+
- Ju-jitsu
- Zespół „Na krakowską nutę”

Ważniejsze imprezy cykliczne: 
- Finał WOŚP
- Konkurs kolęd i pastorałek
- Dni Ziemi Proszowickiej
- Festiwal Piosenki „Rozśpiewany świat”
- Dożynki gminne
- Festiwal Orkiestr Dętych
- Turniej Szkół „Asy z naszej klasy”
- Cykl teatrzyków „Niedzielna spotkania z bajką”
- Konkursy recytatorskie: „Oczarowani bajką”
- Konkurs im. Ludwika Hieronima Morstina, Dzień Dziecka